# Рогожешть
Рогожешть, Рогожешті (рум. Rogojești) — село у повіті Ботошані в Румунії. Входить до складу комуни Міхейлень.

## Географія
Село розташоване на відстані 389 км на північ від Бухареста, 43 км на північний захід від Ботошань, 138 км на північний захід від Ясс.
Через село тече річка Молниця, ліва притока Серету.

## Історія
У 1774-1918 роках село Рогожешть було частиною Буковини.
За переписом 1900 року в селі був 231 будинок, проживали 1150 мешканців: 815 українців, 289 румунів, 18 євреїв, 6 німців і 20 поляків.
Після комуністичної адміністративної реформи 1950 року буковинське село Рогожешть увійшло до комуни Міхейлень.

## Населення
Селі відчувається український вплив, місцеві жителі окрім румунської використовують також українську мову.
За даними перепису населення 2002 року у селі проживали 715 осіб.
Національний склад населення села:
| Національність | Кількість осіб | Відсоток |
| -------------- | -------------- | -------- |
| українці       | 507            | 70,9%    |
| румуни         | 207            | 29,0%    |

Рідною мовою назвали:
| Мова       | Кількість осіб | Відсоток |
| ---------- | -------------- | -------- |
| українська | 514            | 71,9%    |
| румунська  | 198            | 27,7%    |